# 2019년 코킴보주 지진
2019년 코킴보주 지진은 2019년 1월 20일 1시 32분 52초(UTC) 칠레 코킴보주에서 일어난 모멘트 규모 Mw6.7의 지진이다. 진원 깊이는 63.0km, 최대진도는 라세레나와 코킴보 등 코킴보주 중심지에서 VIII를 느꼈다. 칠레 수도 산티아고에서도 지진의 진동을 느꼈다.
칠레 재난정보관리국(ONEMI)는 지진 직후 예방 차원에서 코킴보주 해안 지역에 쓰나미경보를 발령했다. 하지만 수 분 후 칠레 해군 수로해양학청(SHOA)는 칠레 해안에 쓰나미가 올 확률은 없다고 발표하였고 이후 쓰나미경보가 취소되었다.
이 지진으로 지진으로 최소 30가구의 주택이 파괴되었고 라세레나에 있는 운하가 지진파로 인해 범람해서 인근 3채의 건물이 추가로 파손되는 피해가 있었다. 지진으로 일어난 심장마비로 2명이 사망하였다. 지진 이후에도 정전으로 코킴보주 주민 11,267명에게 전기 공급이 끊겼다가 재개되었다.

## 같이 보기
- 2019년 지진
- 칠레의 지진 목록